# 하스스톤 마스터즈 코리아
《하스스톤 마스터즈 코리아》는 2015년 설립된 대한민국의 하스스톤: 워크래프트의 영웅들 리그이다.

## 대회 방식
시즌 3까지는 각 선수가 3가지 직업으로 3가지 덱을 사용하며 승리시에 사용한 덱은 다시 사용할 수 없는 정복전 룰을 사용했다.
시즌 4부터는 5덱(직업별 1덱)을 준비하여 상대 벤과 셀프 벤을 통해 3가지 덱을 선별하여 사용한다. (5덱 2벤 정복전)
16강은 5전 3선승 싱글 엘리미네이션 토너먼트, 8강은 5전 3선승 더블 엘리미네이션 토너먼트로 펼쳐지며 4강과 결승은 7전 4선승 싱글 엘리미네이션 토너먼트 방식으로 펼쳐진다.

### 상금과 혜택
본선에 참가한 선수에게는 하스스톤 월드 챔피언십 참가를 위해 필요한 월드 챔피언십 선발 점수가 부여된다.
<시즌1 ~ 시즌3>
| 순위 | 상금        | 월드 챔피언십 포인트 |
| ---- | ----------- | -------------------- |
| 1    | ₩10,000,000 | 150                  |
| 2    | ₩5,000,000  | 70                   |
| 3~4  | ₩2,000,000  | 30                   |
| 5~8  | ₩1,000,000  | 20                   |
| 9~16 | ₩500,000    | 10                   |

<시즌4~시즌6>
| 순위 | 상금        | 월드 챔피언십 포인트 |
| ---- | ----------- | -------------------- |
| 1    | ₩20,000,000 | 15                   |
| 2    | ₩6,000,000  | 10                   |
| 3~4  | ₩3,000,000  | 5                    |
| 5~8  | ₩1,500,000  | 2                    |
| 9~16 | ₩500,000    | 1                    |

시즌4 우승자에게는 APAC Winter Championship 본선 진출권이 주어진다.
시즌5 우승자에게는 APAC Spring Championship 본선 진출권이 주어진다.
시즌6 우승자에게는 APAC Summer Championship 본선 진출권이 주어진다.

## 시즌 목록
| 시즌                                       | 리그 기간                          | 우승               | 준우승             |
| ------------------------------------------ | ---------------------------------- | ------------------ | ------------------ |
| 하스스톤 마스터즈 코리아 시즌 1            | 2015년 3월 30일 ~ 2015년 5월 2일   | 정한슬 'Seulsiho'  | 곽웅섭 'Palmblad'  |
| 레진코믹스 하스스톤 마스터즈 코리아 시즌 2 | 2015년 5월 25일 ~ 2015년 6월 28일  | 김정수 'Surrender' | 정한슬 'Seulsiho'  |
| 레진코믹스 하스스톤 마스터즈 코리아 시즌 3 | 2015년 7월 20일 ~ 2015년 8월 22일  | 박준규 'honbee'    | 김정수 'Surrender' |
| 하스스톤 마스터즈 코리아 시즌 4            | 2015년 12월 19일 ~ 2016년 1월 24일 | 신동주 'seogui'    | 박종남 'Time'      |
| 하스스톤 마스터즈 코리아 시즌 5            | 2016년 4월 17일 ~ 2016년 5월 28일  | 박종철 'Caster'    | 김승훈 'khaizero'  |
| 하스스톤 마스터즈 코리아 시즌 6            | 2016년 7월 17일 ~ 2016년 8월 26일  | 조현수 'Flurry'    | 박수광 'Ghost'     |